# قياس الزمن الأرضي
قياس الزمن الأرضي هو فرع من علم وصف طبقات الأرض التي تهدف إلى القياس الكمي للزمن الجيولوجي. ويعتبر فرع من علم الزمن الجيولوجي.

## نبذة تاريخية مختصرة
يعتبر قياس الزمن الجيولوجي مشكلة قديمة في علم الجيولوجيا. في بدايات علم الجيولوجيا كانت المشكلة الرئيسية التي واجهها علماء طبقات الأرض هي إيجاد طريقة صحيحة لقياس الزمن. في القرن الثامن عشر، ومعظم القرن التاسع عشر، كانت الأفكار المتعلقة بالزمن الجيولوجي مثيرة للجدال لدرجة أن تقديرات عمر الأرض من حوالي 6000 سنة إلى 300 مليون سنة. أما التقدير الأطول فقد جاء من تشارلز داروين، الذي ربما اقترب من الحقيقة لأنه كان واضحًا لديه أن تطور الحياة لابد وأن يتطلب الكثير من الوقت. والتقدير الحالي لعمر الأرض هو حوالي 4500 مليون سنة. ولم يتم التوصل إلى حل لمشكلة التأريخ إلا مع اكتشاف أن بعض العناصر الطبيعية التي تخضع لتحلل مستمر. وقد أدى هذا إلى أول تأريخ إشعاعي بواسطة كل من بيرترام بولتوود وستروت.
اليوم، لم يعد تحديد عمر الأرض من المجالات الأساسية لعلم قياس الزمن الجيولوجي، بل إن معظم الجهود تهدف إلى الحصول على تأريخ إشعاعي أكثر دقة. وفي الوقت نفسه، تم تطوير أساليب أخرى لقياس الوقت، وبالتالي يمكن تحديد كمية الوقت الجيولوجي من خلال مجموعة متنوعة من الأساليب.